# مختصر تاريخ العالم
...كتاب مختصر مختصر تاريخ العالم... للكاتب إي إتش غومبريتش الصادر عن سلسلة الكتب عالم المعرقة في الكويت في مايو 2013 العدد رقم 400 .
ترجمة الكتاب من ابتهال الخطيب ومراجعة الدكتور عبد الله هداية .
والكتاب ألف عام 1936 بالنمسا . اما الترجمة الحالية فهي عن ترجمة الكتاب الصادر عام 2005 من جامعة yale ,
و مكون الكتاب من 40 اربعين فصلا و3 مقدمات , وهو يحكي قصة العالم في قالب سردي مبسط يستهدف الناشئة

## انظر كذلك
- قائمة عناوين سلسلة عالم المعرفة
- مجلة العلوم